# Roszków (województwo śląskie)
Roszków (niem. Roschkau) – wieś w Polsce położona w województwie śląskim, w powiecie raciborskim, w gminie Krzyżanowice. Dzisiaj jest to niewielka miejscowość, o charakterze rolniczym, położona przy drodze prowadzącej z Krzyżanowic do Zabełkowa.

## Historia
Pierwsze wzmianki dotyczące wioski pochodzą z 1264 roku, ale nazwa Roszków po raz pierwszy pojawiła się w dokumentach z 1507 roku, kiedy książę Walentyn wystawił pisemne zezwolenie na prowadzenie wyszynku piwa i gorzałki w Roszkowie i Krzyżanowicach. W XVI wieku we wsi działał mały młyn wodny usytuowany nad stawem, w którym prowadzono hodowlę ryb. Część terenów wchodziła w skład majątku ziemskiego w Nowym Dworze o łącznej powierzchni 254 ha. W 1784 roku w Roszkowie mieszkało 17 gospodarzy, 12 zagrodników i 2 chałupników. W 1869 roku zakończono budowę szkoły, a w 1883 roku zbudowano kaplicę.
W latach 1975–1998 miejscowość administracyjnie należała do województwa katowickiego.

### Nazwa
Według legend nazwa wioski wywodzi się od rożkowatego zakola Odry, wokół którego powstała osada, lecz kroniki historyczne notują również nazwisko hrabiego Roszkowskiego, który był jednym z właścicieli Roszkowa.

## Środowisko naturalne

### Wody powierzchniowe
W bezpośrednim sąsiedztwie wsi znajduje się staw wodny o powierzchni 50 ha – Roszków Bobrowy. Zbiornik ten jest sztucznym zbiornikiem wodnym utworzonym poprzez wydobycie piasku i żwiru w latach 80. Głębokość zbiornika według miejscowych wędkarzy dochodzi do 12 metrów. W większości miejsc oscyluje w granicach 4 metrów. Na środku akwenu znajdują się dwie wyspy. Woda kryje liczne górki, zwalone drzewa, ciekawe spady i wypłycenia, występuje tu piękna flora i fauna. Zbiornik jest oddzielony od zabudowań wiejkich wałem przeciwpowodziowym, który się ciągnie aż do Krzyżanowic.

W niedalekiej okolicy (ok. 1 km) od wsi przepływa rzeka Odra. Rzeka jest oddzielona od zbiornika Bobrowy wysokim nasypem ziemnym.

Przez wieś przepływa również niewielki potok, który wpływa do zbiornika wodnego Roszków Bobrowy.

Zalew Roszków Bobrowy wchodzi w skład zbiornika przeciwpowodziowego Racibórz Dolny w ramach polderu Bukow.

## Transport i komunikacja

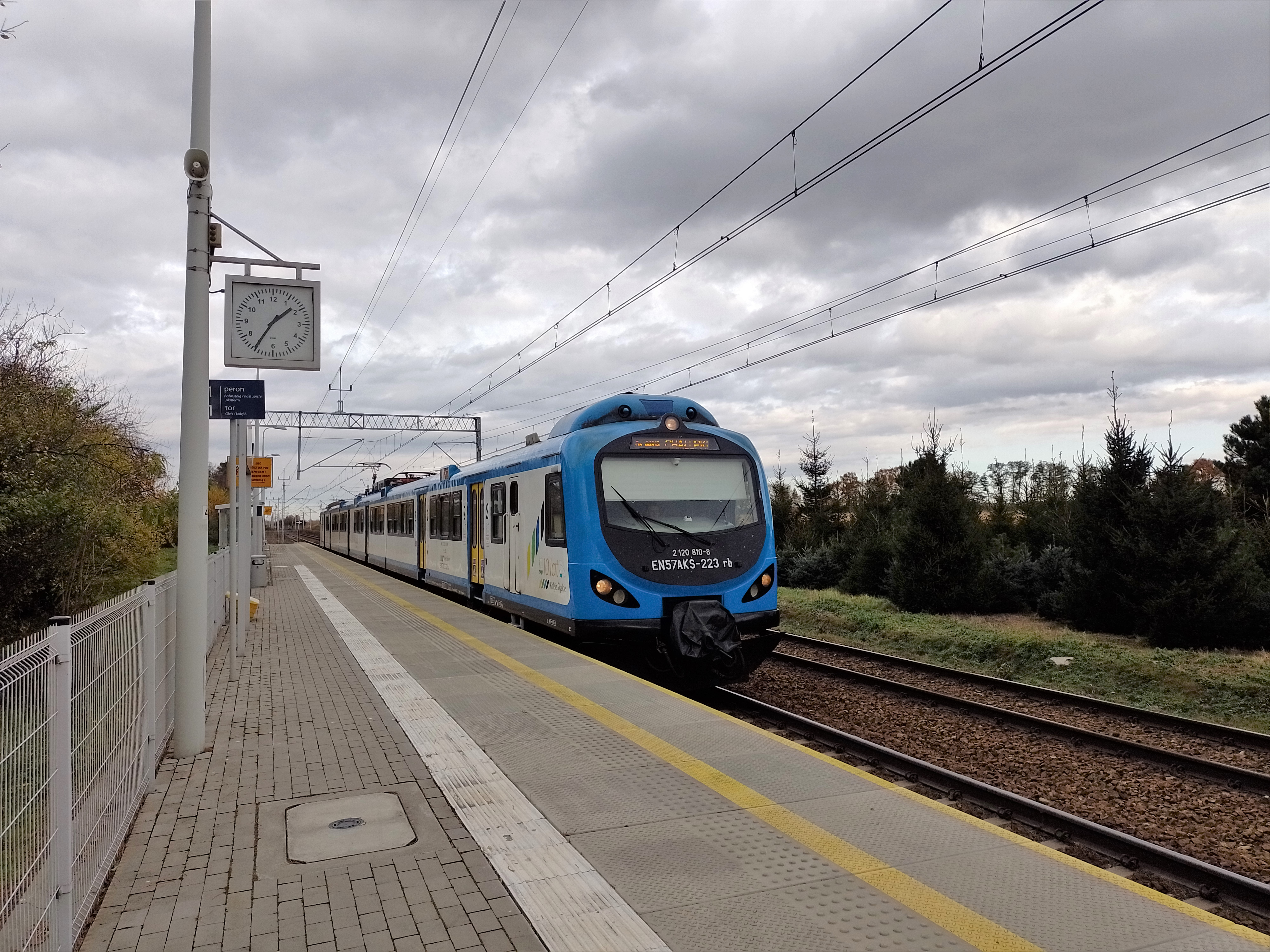
Przystanek kolejowy Roszków Raciborski

Miejscowość leży przy drodze krajowej nr 45, przez co ma łatwy dostęp do Czech (przez Chałupki) i dalej na południe w stronę Ostrawy, jak i do Raciborza i dalej na północ. W pobliżu sołectwa (5km od wsi) znajduje się również droga krajowa nr 78, która od Zabełkowa, przez Wodzisław Śląski prowadzi do Rybnika i dalej na północ. W niedalekiej odległości od wsi znajduje się również Polaska autostrada A1 (w odległości ok. 14km) i Czeska autostrada D1 (w odległości ok. 10km).

Przez miejscowość przebiaga linia kolejowa nr 151 (Kędzierzyn-Koźle – Chałupki), dzięki czemu we wsi znajduje się stacja kolejowa "Roszków Raciborski".

## Turystyka
Roszków przecinają:
- żółty szlak turystyczny  Szlak im. Polskich Szkół Mniejszościowych
  - Trasa: Chałupki – Roszków – Tworków – Racibórz – Markowice – Łęg – Kuźnia Raciborska – Bierawa
- niebieska trasa rowerowa nr 9
  - Trasa: Racibórz – Bieńkowice – Tworków – Krzyżanowice – Roszków – Poddębina (Nowy Dwór) – Olza